# John C. Gibbons
John „Johnny“ C. Gibbons (gest. 20. Mai 2021) war ein Palauischer Politiker. Er war Executive Administrator von Koror von 1985 bis 1997 bevor er der erste Governor of Koror wurde (1998–2006). Er war der Justizminister von 2009 bis 2013.

## Persönliches
Seine Familie hat englische, chinesische und adlige palauische Vorfahren. Er war der Bruder des früheren Ibedul von Koror Yutaka Gibbons, derzeitgen Ibedul Alexander Merep und Bilung Gloria Salii. Er war verheiratet mit Dirioulidid Ruth Gibbons. Mit ihr hatte er zwei Kinder.
Er starb am 20. Mai 2021. Ein Staatsbegräbnis wurde am 3. Juni 2021 für ihn ausgerichtet.
| Vorgänger      | Amt                    | Nachfolger      |
| -------------- | ---------------------- | --------------- |
| Yutaka Gibbons | Ibedul von Koror -2022 | Alexander Merep |